# Kälberget (naturreservat, Åsele kommun)
Kälberget är ett naturreservat i Åsele kommun i Västerbottens län.
Området är naturskyddat sedan 2009 och är 81 hektar stort. Reservatet omfattar berget med detta namn och en mindre våtmark i söder. Reservatet består av barrskog, talldominerad utom i den norra delen där gran dominerar.